# Elecciones presidenciales de Chad de 2021
Las elecciones presidenciales de Chad de 2021 se celebraron el 11 de abril. El presidente titular, Idriss Déby, fue reelegido para un sexto mandato.
Los resultados provisionales publicados el 19 de abril confirmaron la reelección del presidente en ejercicio Idriss Déby, con el 79% de los votos. Al día siguiente se anunció la muerte de Déby.  Los militares anunciaron que Déby había muerto en acción mientras dirigía las tropas de su país en una batalla contra los rebeldes del Frente para la Alternancia y la Concordia en Chad (FACT).
Tras la muerte del presidente Déby, un organismo llamado Consejo Militar de Transición, dirigido por su hijo Mahamat Déby Itno, disolvió el gobierno y el parlamento y proclamó que asumiría el poder por un período de 18 meses. A partir de entonces, se llevaría a cabo una nueva elección presidencial.